# Pultenaea millari
Pultenaea millari är en ärtväxtart som beskrevs av Jacob Whitman Bailey. Pultenaea millari ingår i släktet Pultenaea och familjen ärtväxter.

## Underarter
Arten delas in i följande underarter:
- P. m. angustifolia
- P. m. millari